# De Tristan Strategie
De Tristan Strategie is een thriller van auteur Robert Ludlum en is postuum gepubliceerd in 2003. De roman is gebaseerd op een aanzetje van Ludlum maar uitgewerkt door een ghostwriter.

## Het verhaal
In de herfst van 1940 is het Derde Rijk op het toppunt van zijn macht. Frankrijk is bezet, Groot-Brittannië zucht onder de blitzkrieg en is een bondgenootschap aangegaan met Rusland.
Steven Mettcalf werkt als spion voor de Amerikaanse inlichtingendienst in bezet Frankrijk. Hij is een aantrekkelijke jongeman afkomstig uit een vooraanstaande Amerikaanse familie. Hij heeft romances met de aantrekkelijkste jonge dames van de Franse elite en is een graag geziene gast op feesten en partijen van de hogere sociale klasse van de Parijse gemeenschap.
Hij is tevens een klein radertje binnen de Amerikaanse inlichtingendienst in Europa en speelt Het Grote Spel net als vele andere jongemannen voor hem. Maar wat begon als slechts een spel wordt plotseling bloedserieus. Het spionnennetwerk waar hij onderdeel van uitmaakte wordt abrupt ontmanteld door de nazi's. Hij blijft achter in het door oorlog verscheurde Europa zonder contacten, opdrachten of een noodplan.
Later krijgt hij de opdracht een plan op te zetten dat de laatste hoop kan zijn voor een vrij Europa. Hij maakt hierbij gebruik van de contacten van zijn invloedrijke familie. Hij reist naar Moskou op zoek naar een ex-geliefde en ballerina wier loyaliteit twijfelachtig is. Zijn tegenstanders zitten hem steeds dichter op de hielen en de oorlog zelf nadert zijn onomkeerbare crisispunt.